# Hans-Jörg Ehni
Hans-Jörg Ehni (geboren am 12. Mai 1969 in Waiblingen) ist ein deutscher Philosoph und Medizinethiker. Er ist stellvertretender Direktor und außerplanmäßiger Professor am Institut für Ethik und Geschichte der Medizin der Eberhard Karls Universität Tübingen. Seine hauptsächlichen Arbeitsschwerpunkte sind Ethik und Altern sowie Forschungsethik.

## Leben
Ehni studierte Philosophie in Stuttgart, Paris (Paris IV, Panthéon-Sorbonne und Parix X, Nanterre) und Tübingen. Er wurde in Tübingen mit einer Dissertation zum Thema „Das moralisch Böse“ (bei Otfried Höffe) zum Doktor der Philosophie promoviert. Ab 2004 war er als wissenschaftlicher Mitarbeiter am Institut für Ethik und Geschichte der Medizin der Eberhard Karls Universität Tübingen tätig.
Von 2011 bis 2013 war er Berater der WMA Declaration of Helsinki Workgroup, von 2012 bis 2013 Mitglied der Arbeitsgruppe „Malevolent-Use and Dual-use in Research“ der Europäischen Kommission.
Im Jahr 2014 habilitierte er sich im Fach „Ethik in der Medizin“ an der Medizinischen Fakultät Tübingen mit einer Arbeit zur Ethik der Biogerontologie.
Er ist Mitglied des Klinischen Ethik-Komitees des Universitätsklinikums Tübingen und der Ethikkommission der Landesärztekammer Baden-Württemberg.

## Publikationen

### Als Autor
- Das moralisch Böse. Überlegungen nach Kant und Ricoeur, Alber, Freiburg im Breisgau 2006
- Ethik der Biogerontologie, Springer VS, Wiesbaden 2014
- Longevity. Background Paper, Nuffield Council, London 2015[1]
- Equity and healthy ageing mit Sridhar Venkatapuram und Abha Saxena: Bull World Health Organ, 2017.[2]

### Als Herausgeber
- mit Urban Wiesing: Die Deklaration von Helsinki. Revisionen und Kontroversen Deutscher Ärzte-Verlag, Köln 2012.
- mit Mone Spindler und Julia Dietrich: Diskurs Biogerontologie: Ethische Implikationen der neuen Biologie des Alterns. Fachwissenschaftliche Einführung und Handreichung für Lehrende. Springer VS, Wiesbaden 2016.
- mit Georg Marckmann, Robert Ranisch, Henning Tümmers (Hrsg.): Vita brevis, ars longa. Aktuelle Perspektiven zur Geschichte, Theorie und Ethik der Medizin. Kohlhammer, Stuttgart 2023, Inhaltsverzeichnis